# Terje Vigen
Terje Vigen ist ein schwedisches Filmdrama von Victor Sjöström aus dem Jahr 1917. Es basiert auf einer Ballade von Henrik Ibsen.

## Handlung
Der Film erzählt die melodramatische Geschichte des norwegischen Fischers Terje Vigen und seiner Familie. Zu Beginn sehen wir einen alten Mann, der aus seiner Hütte auf die Brandung blickt. Seine Lebensgeschichte wird nun in einem Rückblick erzählt. Der junge Terje Vigen ist Fischer. Das Meer schenkt ihm und seinen Kameraden ein gutes Auskommen auch für die Familie. Er selbst wohnt mit seiner Frau und seiner kleinen Tochter in einer kleinen Hütte am Meer. Einige Jahre verstreichen. Der Krieg gegen Napoleon erreicht nun auch das kleine Fischerdorf. Die Männer können ihrer Arbeit nicht mehr nachgehen, da die Küste von den Engländern blockiert wird. Bald herrschen Hunger und Not im Dorf. Terje Vigen wagt einen Ausbruch, um im dänischen Dorf Skagen Getreide für die Hungernden im Dorf zu holen. Auf der Rückreise wird er von den Engländern gestellt und gefangen genommen. Dem Lord sind die Beweggründe egal. Das Blockadeschiff kehrt mit Terje nach England zurück. Er wird bis zum Ende des Krieges 1814 inhaftiert, wobei er mit Sehnsucht an seine Familie denkt. Ergraut kehrt er in das Fischerdorf zurück. Hier muss er feststellen, dass Frau und Kind im Armenhaus verhungert sind. Wieder verstreichen die Jahre.
Wir sind nun wieder am Beginn des Films. Der alte Terje blickt aus seiner Hütte auf die Brandung und die stürmische See. In diesem Sturm gerät eine englische Jacht in Seenot. Terje geht als Lotse auf das Schiff. Als Besitzer des Schiffes erkennt er nun den Lord – der mit seiner Frau und seiner Tochter hier reist – der ihn seinerzeit festgenommen hat. Er steuert das Schiff in gefährliches Wasser. Alle müssen das Schiff auf Rettungsbooten verlassen. Auf dem Rettungsboot gibt er sich zu erkennen. Als er das Kind ertränken will, kommt er zu Besinnung, verzichtet auf die Rache und rettet sie.
Der Film endet mit einem Blick auf einen alten Friedhof gegen die untergehende Sonne. Hier ist Terje Vigen begraben.

## Hintergrund
Terje Vigen gilt neben Der Todeskuss (1916) als frühes Hauptwerk von Victor Sjöström sowie auch als Schlüsselwerk für den frühen schwedischen Film.
Hierbei spielt die Geschichte um Schuld und Vergebung fast ausschließlich an der bzw. auf der See. Und die See ist es, die neben den Protagonisten eine Hauptrolle spielt. Sie ist nicht nur Hintergrund, sondern auch Spiegelbild der Seelenwelt der menschlichen Akteure. Die See ist hierbei nicht nur als poetische Schönheit der Natur dargestellt, sondern auch als eine Kraft, gegen die die Protagonisten kämpfen und bestehen müssen.
Der Film wurde im Jahr 2006 restauriert. Er ist mehrfarbig viragiert, hat eine Länge von 1160 Metern und eine Spieldauer von 59 Minuten. Die Zwischentitel geben nicht, wie sonst üblich, Handlungsbeschreibungen und Dialoge wieder, sondern zitieren ausschließlich Ausschnitte aus der Ballade von Henrik Ibsen.